# Zaprudnja
Zaprudnja (in russo Запрудня?) è una cittadina della Russia europea centrale, situata nella oblast' di Mosca. Apparteneva amministrativamente al Taldomskij rajon.
Sorge nella parte settentrionale dell'oblast' moscovita, nella regione collinare delle Alture di Klin e Dmitrov.